# 馬本齋
馬 本齋（ば ほんさい、1901年 - 1944年2月7日）は、中国共産党（八路軍）の軍人。原名は守清。回族。
馬本齋は、東北陸軍講武堂を卒業する。かつて東北軍中団長を任されていた。満州事変の後で、蔣介石の不抵抗政策を不満に思い、故郷に帰って「回民義勇隊」を組織し、日本軍に抵抗して反撃を加えた。1938年部下を率いて八路軍に参加して、同年中国共産党に入党する。回民教導総隊総隊長、冀中回民支隊司令員、冀魯豫軍区第3軍分区兼回民支隊司令員を歴任し、部下を率いて冀中ならびに冀魯豫の平原を転戦する。回民支隊隊は晋察冀辺区の司令員の呂正操に管轄されていた。
1944年、部隊は延安に行くよう命令を受け、その途中、頭部の「砍頭瘡」のために山東省莘県で病死した。
映画：1959年中国八一電影製作、「回民支隊」　監督李俊、馬本齋は里坡が演じた。 